# 侯堯封
侯堯封（1515年—1598年），字欽之，號復吾、又号鐵庵，直隸蘇州府嘉定縣民籍，松江府上海縣人，明朝政治人物。

## 生平
嘉靖三十四年（1555年）乙卯科應天鄉試第六十九名舉人，隆慶五年（1571年）中式辛未科會試第三百四十一名，二甲第七十四名進士。刑部觀政，授刑部河南司主事，萬曆二年（1574年）四月升四川道監察御史，五年（1577年）出為山東按察司僉事，三月調湖廣按察司僉事，八年（1580年）八月升湖廣布政使司右參議，十年（1582年）正月升湖廣按察司副使，丁憂歸。服闋，起為河南按察司副使，十六年（1588年）八月升福建布政使司右參政、兵備建南，二十年（1592年）致仕，二十六年（1598年）卒。

## 著作
著有《鐵庵遺稿》。

## 家族
曾祖侯璞；祖父侯論；父侯廷用，贈湖廣按察司僉事。母朱氏。慈侍下。子侯孔詔，貢士，贈文林郎行人司行人。孫侯震暘。曾孫侯峒曾。